# Nakajima Ki-4
Il Nakajima Ki-4 (中島 キ 4?), indicato anche Aereo da ricognizione Tipo 94 (九四式偵察機?, Kyūyon-shiki teisatsuki) in base alle convenzioni allora vigenti, fu un aereo da ricognizione multiruolo, monomotore, biposto e biplano, sviluppato dall'azienda aeronautica giapponese Nakajima Hikōki KK nei primi anni trenta.
Impiegato principalmente in missioni di ricognizione aerea durante la seconda guerra sino-giapponese dal Dai-Nippon Teikoku Rikugun Kōkū Hombu, componente aerea dell'Esercito imperiale giapponese, ricoprì in seguito numerosi ruoli come aereo da attacco al suolo leggero, aereo da addestramento e aereo da traino anche, dopo l'istituzione del Manchukuò, dalla forza aerea della nuova realtà nazionale, la Dai-Manshū Teikoku Kūgun, rimanendo in servizio fino alla prima parte della Guerra del Pacifico.
Fu l'ultimo modello da ricognizione a velatura biplana adottato dall'Esercito imperiale.

## Utilizzatori
Giappone
- Dai-Nippon Teikoku Rikugun Kōkū Hombu

 Manciukuò
- Dai-Manshū Teikoku Kūgun